# Karma Thinley Rinpoché
Karma Thinleypa
Beru Shaiyak Lama Kunrik et Karma Thinleypa -
Karma Thinley Rinpoché (né le 25 mai 1931 à Nangchen, dans le Kham), est le 4e Karma Thinleypa, un important maître kagyupa et sakyapa du bouddhisme tibétain, spécialiste du Mahamoudra, Lamdré et du Chod, actif en Occident. Il est considéré comme un érudit, un poète et un artiste.

## Biographie
Karma Thinley Rinpoché est né à Nangchen, dans le Kham, dans le Qinghai en 1931,. À l'âge de deux ans, il fut reconnu comme une réincarnation de Beru Shaiyak Lama Kunrik,.
Au cours des années 1950, il fit un pèlerinage au Tibet central à Radeng, Samye, Sakya et Lhassa. Finalement, il s’installa pour une période au monastère de Tsourphou, siège traditionnel du Karmapa. Le 16e Karmapa a reconnu Rinpoché en tant que tulkou de Karma Thinleypa et 4e de la lignée.
Karma Thinley Rinpoché quitta le Tibet pour l'Inde en 1959. Au cours des années 1960, il est directeur spirituel de l'École des jeunes lamas et du couvent Karma Drubgyu Thargay Ling, tous deux fondés par Freda Bedi à Dalhousie. Il est l'un des premiers Lamas réfugiés tibétains à avoir enseigné à des étudiants occidentaux. En 1971, il accompagna un groupe de réfugiés tibétains réinstallés en Ontario, au Canada, en tant que leur Lama et, en 1973, il créa un centre bouddhiste, le centre de méditation Kampo Gangra Drubgyud Ling, à Toronto, en Ontario, au Canada.
En 1982, Karma Tinley Rinpoché a pu retourner en visite au Tibet à Nangchen, pour la première fois depuis son départ un quart de siècle plus tôt. Revenant plusieurs fois depuis lors, il a fondé un temple à Shorda, capitale du district de Nangchen et une école pour enfants nomades dans la vallée de Sangshung.
En 1988, il a également établi un couvent, Tekchen Lekshay Ling, à Bodnath au Népal, puis un petit centre de retraite de méditation à Pharping.
Parmi ses élèves figurent Lama Jampa Thaye (en), un enseignant britannique bouddhiste qui est le dharma-régent de Karma Thinley Rinpoché et qui a fondé le Dechen sangha et le lama népalais, Rana Guru.